# Paisatge rural (Joaquim de Cabanyes)
Paisatge rural és una pintura sobre metall feta per Joaquim de Cabanyes i Ballester el 1847 i que es troba conservada actualment a la Biblioteca Museu Víctor Balaguer, amb el número de registre 8834 d'ençà que va ingressar el 14/10/2008, provinent la col·lecció privada de Josep Mir i Estalella.

## Descripció
Paisatge rural amb campanar al fons. En primer terme es pot veure un riu i diverses figures.
El cel està ple de nuvols grisos, dels que surten raigs de llum.

## Inscripció
Al quadre es pot llegir la inscripció año 1847; n. 18; A Dn Luis rigal su a/mo amigo Joaquim de Cabanyes.